# 馬爾卡布山
70°56′S 67°2′W / 70.933°S 67.033°W
馬爾卡布山（英語：Mount Markab），是南極洲的山峰，位於帕爾默地西岸，處於格爾尼角東北面19公里的飛馬座山脈北部，由英國南極名稱諮詢委員會命名，現時由南極條約體系管理。